# Le Meillard
Le Meillard är en kommun i departementet Somme i regionen Hauts-de-France i norra Frankrike. Kommunen ligger i kantonen Bernaville som tillhör arrondissementet Amiens. År 2022 hade Le Meillard 153 invånare.

## Befolkningsutveckling
Antalet invånare i kommunen Le Meillard
| Referens: INSEE |